# 後湖 (嘉義市)
後湖，是臺灣嘉義市東區的一個傳統地域名稱，位於該區西北端。相較於今日行政區，其範圍大致包括後湖里、荖藤里不含西南端、中庄里北端，以及西區的香湖里北端。

## 歷史
台灣日治初期，後湖地區為一街庄（舊制街庄），稱為「後湖庄」，隸屬於嘉義西堡。該庄北及東隔牛稠溪與牛稠溪庄、頭橋庄、塗樓庄、北勢仔庄、大坵園庄為界，南邊為臺斗坑庄，西南邊及西邊為埤仔頭庄、北社尾庄。
1901年（日治明治三十四年）11月11日，全台設置二十廳，該庄隸屬於嘉義廳。1904年（明治三十七年）2月15日，該庄編入「臺斗坑區」，隸屬於嘉義廳。1909年（明治四十二年）10月25日，全台整併二十廳為十二廳，該庄仍隸屬於嘉義廳。1910年（明治四十三年）1月18日，各區管轄區域調整，該庄仍隸屬於嘉義廳的「臺斗坑區」。
1920年（大正九年）10月1日，全台廢十二廳改設五州二廳，該庄改制為「後湖」大字，隸屬於臺南州嘉義郡嘉義街（新制街庄）。1930年（昭和五年）1月20日，嘉義街升格為州轄市嘉義市，本地區仍隸屬之。1932年（昭和七年）1月1日，嘉義市市區實施町名改正，本地區仍為大字。
戰後嘉義市改制為省轄市嘉義市，初設八區，町及大字亦改制為里。1946年（民國35年）8月，嘉義市將原有八區整併為四區（新東區、新南區、新西區、新北區），並將臺南縣之水上鄉、太保鄉劃入且改制為區，合計六區，本地區隸屬於新東區。:3411950年（民國39年）10月25日，雲、嘉、南分治，:384同時裁撤省轄市嘉義市，六區改制為四鎮（新東鎮、新南鎮、新西鎮、新北鎮）二鄉（水上鄉、太保鄉），均改隸屬於嘉義縣。1951年（民國40年）10月25日，撤銷新東、新南、新西、新北等四鎮，合併組成縣轄市嘉義市。:105-1061982年（民國71年）7月1日，嘉義市再次升格為省轄市。:1251990年（民國79年）10月6日，嘉義市劃分為東、西二區，本地區隸屬於東區。:145

## 聚落
本地區發展較早的聚落有後湖、荖藤宅等，在日治期初期的官方地圖上已有記載。

## 交通
台鐵縱貫線是台灣西部南北向鐵路幹線，經過本地區中部，並在南部邊界外緣設有嘉北車站。該站屬簡易站，只停靠區間車；由此等可前往台鐵沿線各站。
省道台1線又稱「縱貫公路」，是臺北至楓港的傳統平面幹道，經過本地區荖藤宅聚落東側及後湖聚落西側。由該道路北行可前往民雄鄉、溪口鄉東端、大林鎮、雲林縣大埤鄉/斗南鎮交界、斗南鎮等地，南行可前往嘉義市市中心、水上鄉、臺南市後壁區、新營區等地。

## 學校
- 宏仁女中

## 產業
- 後湖工業區